# Tadigadapa
Tadigadapa es una ciudad censal situada en el distrito de Krishna  en el estado de Andhra Pradesh (India). Su población es de 17462 habitantes (2011). Se encuentra a 37 km de Guntur y a 6 km de Vijayawada. 

## Demografía
Según el censo de 2011 la población de Tadigadapa era de 17462 habitantes, de los cuales 8860 eran hombres y 8602 eran mujeres. Tadigadapa tiene una tasa media de alfabetización del 78,26%, superior a la media estatal del 67,02%: la alfabetización masculina es del 81,86%, y la alfabetización femenina del 74,56%.